# Hepscott
Hepscott – wieś w Anglii, w hrabstwie Northumberland. Leży 21 km na północ od miasta Newcastle upon Tyne i 418 km na północ od Londynu. W 2001 miejscowość liczyła 898 mieszkańców.